# El efecto mariposa (película de 2004)
El efecto mariposa (titulada The Butterfly Effect en inglés) es una película de suspenso, ciencia ficción y drama de 2004 escrita y dirigida por Eric Bress y J. Mackye Gruber, y protagonizada por Ashton Kutcher, Amy Smart, Eric Stoltz, William Lee Scott, Elden Henson, Logan Lerman, Ethan Suplee y Melora Walters. El título de la película es una referencia al llamado «efecto mariposa», según el cual «el aleteo de una simple mariposa puede provocar un tifón al otro lado del mundo». El efecto mariposa se trató del primer papel dramático en el cine de Kutcher, quien además se desempeñó como productor ejecutivo.
Kutcher interpreta a Evan Treborn, estudiante universitario de veinte años de edad, que experimenta desmayos y pérdida de memoria a lo largo de su infancia. Evan descubre que puede viajar en el tiempo para habitar su antiguo yo —es decir, su mente adulta habita en su cuerpo más joven— y modificar el presente cambiando sus acciones pasadas. Después de haber sido víctima de varios traumas infantiles agravados por episodios de amnesia inducidas por el estrés, intenta arreglar las cosas para él y sus amigos, pero con consecuencias imprevistas para todos. La película se basa en gran medida en las escenas retrospectivas de la vida de los personajes a los siete y trece años y presenta varios resultados alternativos actuales cuando Evan intenta cambiar el pasado, antes de decidirse por un resultado final.
La película se proyectó en el Festival de Cine de Sundance en enero de 2004 y llegó a los cines estadounidenses el mismo mes. Fue un éxito comercial, generando una ganancia de 96 millones de dólares en la taquilla, con un presupuesto de nueve millones. Posteriormente se proyectó en el Festival Internacional de Cine Fantástico de Bruselas, donde ganó el Premio del Público Pegasus, y obtuvo candidaturas a los Premios Saturn como mejor película de ciencia ficción, Teen Choice Awards como mejor película de suspenso y Premios Nébula al mejor guion. Tuvo una recepción negativa de parte de la crítica cinematográfica al momento de su estreno, sin embargo, durante los años siguientes consiguió una valoración más favorable, e incluso llegó a ser considerada por algunos medios como una película de culto. El filme tuvo dos secuelas: El efecto mariposa 2 (2006) y The Butterfly Effect 3: Revelations (2009), ambas lanzadas directamente para DVD.

## Argumento
Durante la infancia, Evan Treborn y sus amigos, Lenny Kagan, Kayleigh Miller y el hermano de Kayleigh, Tommy, vivieron muchos eventos traumáticos que causaban que Evan sufriera ocasionales lagunas mentales. Estos traumas incluyen haber sido obligado a mantener relaciones sexuales con Kayleigh para una grabación pornográfica por parte de George Miller, el padre de Kayleigh y Tommy; ser casi estrangulado hasta morir por Jason Treborn, su padre institucionalizado, mientras lo visitaba en el manicomio, quien luego fue asesinado por los guardias para salvarlo; también el matar accidentalmente a una madre y su bebé mientras jugaban con dinamita con sus amigos; y ver a su perro, Crockett, quemado vivo por Tommy, quien se había vuelto un chico inestable y violento como consecuencia de verse incapaz de proteger a Kayleigh de los constantes abusos de su padre. Como parte de la terapia recomendada por su médico, Evan comienza un diario de vida para documentar sus recuerdos y sus lagunas; algún tiempo después, se muda del pueblo junto a su madre prometiendo a Kayleigh, de quien estaba profundamente enamorado, volver por ella. 
Con el paso de los años Evan olvida su promesa y entra en la universidad como un prometedor estudiante de medicina; un día, mientras entretiene a una chica en su dormitorio de la universidad, descubre que cuando lee su diario puede viajar en el tiempo haciendo que su mente posea su cuerpo en el momento descrito allí y rehacer su pasado, esto significa una tremendo sufrimiento para él, ya que cada vez que modifica el pasado sufre brutales ataques cuando su cerebro siente como se reescribe la realidad y los recuerdos de la nueva línea temporal son almacenados en su memoria junto a los anteriores. Estos viajes en el tiempo explican además las lagunas que experimentó, ya que son los momentos en que su yo adulto ocupó su cuerpo.
Cuando Kayleigh, traumatizada, se suicida, Evan viaja al pasado y amenaza a George para que nunca la toque y en su lugar sea un padre estricto con Tommy. Al volver al presente, la realidad se ha reescrito a una versión donde él y Kayleigh son una pareja feliz y popular en la universidad ya que ella creció sin traumas y decidió seguirlo cuando se mudó, es en esta realidad donde Kayleigh le confiesa que durante el divorcio de sus padres en su infancia, pidió a la corte que ella y su hermano quedaran bajo la tutela de George en lugar de mudarse con su madre ya que se había enamorado a primera vista de Evan y deseaba conocerlo mejor. 
George, acatando las amenazas de Evan, descargó sus frustraciones con Tommy, quien creció y se volvió aún más desquiciado. Tommy finalmente ataca a Evan, quien lo mata en un ataque de ira y es sentenciado a prisión. Allí, logra viajar en el tiempo intentando evitar que Tommy mate a su perro, pero solo logra iniciar una pelea donde Kayleigh es desfigurada por su hermano y Lenny, quien era intimidado constantemente por Tommy, lo apuñala hasta la muerte tras tergiversar las instrucciones de Evan para salvar a Crockett.
Evan se despierta en una realidad donde Lenny ha sido confinado en un psiquiátrico y Kayleigh se ha convertido en una prostituta drogadicta; tras ser sometido a exámenes médicos descubre que su cerebro se deteriora rápidamente ya que almacenar cada nueva versión de su vida lo somete a un severo desgaste. Un médico le revela que su padre deliraba sobre tener la habilidad de viajar en el tiempo al mirar fotografías que le permitían saltar al pasado, lo que hizo que lo internaran; esto lo hace deducir que su padre poseía el mismo poder, por lo cual viaja al día cuando visitó para pedirle consejo; al entender que  habla con una versión futura de su hijo, Jason le explica que también intentó mejorar el pasado, pero que debe dejar de viajar ya que cada cambio causa repercusiones inesperadas que empeoran todo; Evan se burla de él dejando en claro que seguirá viajando hasta obtener una vida perfecta, por lo que Jason intenta estrangularlo en un intento de evitar que siga trastocando la realidad, propiciando así su muerte.
Luego viaja de regreso para evitar que la mujer y su hija mueran con la dinamita, pero él mismo termina siendo víctima de la explosión mientras que Tommy logra salvar a ambas. En la nueva realidad, Lenny y Kayleigh son una pareja feliz y Tommy, gracias al incidente, se ha vuelto religioso y bondadoso, pero Evan perdió ambos brazos y piernas mientras que su madre sufre cáncer terminal ya que se volvió una fumadora empedernida mientras lo cuidaba. Para salvar a su madre y a él mismo de tal destino, Evan regresa al día en que George intenta hacerlos grabar la película pornográfica para matarlo con la dinamita, pero accidentalmente mata a Kayleigh en el proceso.
Al despertar en un hospital psiquiátrico descubre que en esta realidad nunca escribió sus diarios y su cerebro ha sufrido daños irreversibles debido a los rigores del viaje en el tiempo. Evan finalmente se resigna y acepta que él y sus amigos nunca tendrán un buen futuro mientras siga alterando el pasado.
Después de escapar del personal del hospital y atrincherarse en una oficina, Evan viaja por última vez, mediante el uso de una vieja película casera, al día en que conoció a Kayleigh. Intencionalmente Evan se porta como un bravucón de forma que ella y Tommy nunca traban amistad con él y eligen vivir con su madre durante divorcio. Como resultado, no son víctimas del ambiente destructivo creado por el padre, no crecen con Evan, Lenny nunca es intimidado y todos tienen vidas felices y exitosas.
Evan despierta en el dormitorio universitario, presa de un colapso más violento que los anteriores que borra todas las líneas temporales obsoletas de su memoria, lo que lo salva de morir. Tras reponerse descubre que Lenny es su compañero de cuarto y mejor amigo. Como prueba, pregunta dónde está Kayleigh, a lo que Lenny responde: «¿Quién es Kayleigh?». Satisfecho de que el futuro de sus amigos esta seguro, Evan quema sus diarios y videos para evitar volver a alterar la línea de tiempo.
Ocho años después, en la ciudad de Nueva York, Evan sale de un edificio de oficinas y se cruza con Kayleigh en la calle. A pesar de una breve mirada el uno hacia el otro, ambos siguen caminando.

### Versión del director
La versión del director presenta un final diferente.
Con su cerebro terriblemente dañado y consciente de que está internado en un centro psiquiátrico donde perderá el acceso a su capacidad de viajar en el tiempo, Evan hace un intento desesperado por cambiar la línea temporal viendo un video familiar, que muestra a su madre justo antes de que ella estuviera a punto de dar a luz a Evan. Evan viaja a ese momento y se estrangula en el útero con su cordón umbilical para evitar que continúe la maldición multigeneracional, en consonancia con una escena adicional en la que una adivina que le lee la palma de la mano le dice que no tiene «línea de vida» y que no pertenece a este mundo.
Luego se ve a Kayleigh como una niña en la nueva línea de tiempo que ha elegido vivir con su madre en lugar de con su padre, y un montaje sugiere que las vidas de los otros personajes de la infancia se han vuelto felices y menos trágicas.

## Reparto
- Ashton Kutcher como Evan Treborn.
- Amy Smart como Kayleigh Miller.
- Eric Stoltz como George Miller.
- William Lee Scott como Tommy Miller.
- Elden Henson como Lenny Kagan.
- Melora Walters como Andrea Treborn.
- Logan Lerman como Evan a los 7 años.
- John Patrick Amedori como Evan a los 13 años.
- Irene Gorovaia como Kayleigh a los 13 años.
- Kevin G. Schmidt como Lenny a los 13 años.
- Jesse James como Tommy a los 13 años.
- Ethan Suplee como Thumper.
- Callum Keith Rennie como Jason Treborn.
- Kevin Durand como Carlos.
- Tara Wilson como Heidi.
- Lorena Gale como la señora Boswell.
- Cameron Bright como Tommy a los 7 años.
- Sarah Widdows como Kayleigh a los 7 años.
- Jake Kaese como Lenny a los 7 años.
- Jesse Hutch como Spencer.
- Nathaniel DeVeaux como el Dr. Redfield.

## Antecedentes
El concepto de la historia surgió una noche a mediados de los años 1990, cuando en una charla entre Eric Bress y J. Mackye Gruber, el primero imaginó cómo sería su vida si una experiencia traumática que había tenido no hubiese sucedido. Ambos reflexionaron sobre las grandes consecuencias en la vida que pueden tener las pequeñas descisiones. Tuvieron la idea del final del filme y a partir de ahí desarrollaron una historia de viajes en el tiempo. A raíz de esa idea elaboraron un guion llamado Blackouts, sobre un niño que pierde la memoria en varios momentos traumáticos de su vida, los momentos en los que su yo futuro intenta cambiar. La primera versión del guion inluía una escena en donde Evan, de ocho años de edad, le disparaba con la escopeta de su padre en la cabeza a un hombre.
Después de debutar en el cine con la comedia Blunt (1998), Bress y Gruber querían «diversificarse» hacia un género completamente diferente. Bress tenía la intención de hacer una historia sobre viajes en el tiempo «muy diferente a Back to the Future donde se muestran todas las consecuencias de volver atrás y cambiar el pasado». Bress la describió como «anti Qué bello es vivir». Una vez finalizada la escritura del guion, tuvieron dificultades para convencer a su representante de su viabilidad por ser «demasiado oscuro» y este les sugirió que volvieran a dedicarse a la comedia.
A través de un amigo en común, consiguieron una reunión con J. C. Spink y Chris Bender de Zide Entertainment. Los representantes leyeron algunos de guiones cómicos del dúo y les preguntaron si tenían algo más disponible, a lo que los cineastas respondieron que sí pero «probablemente no muy bueno». Spink interesó inmediatamente en el proyecto y Bender quedó impactado con el final del guion, porque «nunca antes había visto algo así. Es una idea muy inquietante». Durante los meses siguientes a esa reunión, se dedicaron a pulir el guion. Después de reunirse con varios estudios para obtener financiación, el guion fue rechazado en varias ocasiones por ser «demasiado complejo» y «realmente osucro», y los ejecutivos dudaban que pudiese atraer al público. Paralelamente, el guion de Blackouts atrajo la atención de Richard Brener, productor ejecutivo de New Line Cinema, quien los contrató como guionistas para Destino final 2.

## Producción
Pasaron alrededor de siete años hasta que New Line Cinema acordó apoyar el proyecto, gracias a trabajo previo del dúo en Destino final 2 (2003). Ashton Kutcher y Jason Goldberg se interesaron en el guion y se unieron al proyecto como productores ejecutivos para ayudar a llevar adelante la producción. Kutcher percibió la trama como «una metáfora de lo ciegos que estamos con respecto al momento en que vivimos». Los actores Joshua Jackson, Josh Hartnett y Seann William Scott fueron tenidos en cuenta para el papel principal. Cuando se mencionó por primera vez la posibilidad de que Kutcher protagonizara la cinta, Bress y Gruber pensaron: «De ninguna manera el tipo de Dude, Where's My Car? estará en nuestra película». No obstante, después de reunirse con el actor, los cineastas terminaron convencidos de que era el indicado para el papel. Gruber recordó que Kutcher había «diseccionado meticulosamente el guion y tenía un dominio exhaustivo de la historia y el personaje».
Con un presupuesto de nueve millones de dólares, el rodaje se llevó a cabo en Canadá para abaratar costos y aprovechar las exenciones de impuestos que ofrecía ese país. Dicha locación sirvió para evocar la costa Este de los Estados Unidos. La filmación en Canadá le dio además la posibilidad a Kutcher y Amy Smart de desarrollar sus personajes y asistieron a Hasting Street, una zona de gran concentración de adictos a la heroína, en el centro de Vancouver. Las escenas que se desarrollan durante la infancia de Evan se filmaron en la ciudad canadiense de Port Moody. Las escenas del hospital psiquiátrico donde está internado el padre del protagonista se filmaron en el West Lawn Building, mismo edificio donde se rodaron escenas de Destino final 2, Elf y Deadpool. El cine utilizado para las escenas en donde Evan y sus amigos van a ver Seven es Granville Cineplex Odeon, ubicado en el centro de Vancouver. Las escenas de la cárcel se rodaron en la prisión Monroe Correctional Complex, ubicada en Monroe (Washington), y se emplearon prisioneros reales como extras. Los realizadores querían que la «experiencia cinematográfica evolucionara a lo largo de la película». Para lograrlo, durante los primeros diez minutos mantenieron la cámara fija para más tarde añadieron algunos movimientos sobre el dolly. En las escenas que transcurren en la cárcel se utilizaron cámaras de mano para transmitir un estilo documental.
Los personajes adultos filmaron sus escenas antes que los jóvenes; por esta razón Kutcher pasó tiempo con John Patrick Amedori —quien interpreta su personaje a los trece años— para captar la manera de caminar y patrones de habla. Además de mantener la esencia principal del personaje, trabajó en diferentes planos físicos que variaron dependiendo las experiencias previas de cada uno. Mientras que para interpretar al líder de una hermandad estudiantil se requirió que se condujera con mayor confianza, para su versión en silla de ruedas durante una semana caminó en su casa tratando de no usar ni sus manos ni sus brazos y fue al centro comercial en silla de ruedas para «sentir lo que era ser mirado así». Para desarrollar la parte interna del personaje, Kutcher leyó libros y asistió como oyente a clases de psicología en la universidad. El actor dijo que su personaje «es un chico que no sabe quien es» y lo relacionó con trastornos disociativos o trastorno por estrés postraumático. El rodaje finalizó en el verano de 2002. Debido a que Kutcher no estaba conforme con el final original, se filmaron varios finales alternativos. El efecto mariposa fue el primer trabajo dramático de Kutcher en el cine y por estar presente en la sala de montaje como productor ejecutivo también significó una «gran experiencia de aprendizaje». Por su parte, Amy Smart, la protagonista femenina, se sintió atraída por la originalidad del guion y percibió ese trabajo como «un papel soñado» y su «mayor desafío» como actriz hasta ese momento. «Interpreto cuatro personajes diferentes, pero todos dentro del contexto de la misma chica», explicó la actriz.
Además de hacer referencia directamente al efecto mariposa en título de la cinta, los cineastas incluyeron guiños al escritor Ray Bradbury, cuyo cuento El ruido de un trueno trata los viajes en el tiempo y las consecuencias que tienen en el futuro los hechos del pasado. Durante uno de los flashbacks en El efecto mariposa, se puede escuchar a Evan leyendo el cuento. Asimismo, el nombre del escritor es referenciado cuando Evan despierta en la hermandad y se puede ver un banderín de la «Bradbury University» de fondo.

### Finales alternativos
El estudio consideró que el final filmado originalmente por Bress y Gruber —donde Evan retrocede en el tiempo hasta el día en que nació y se estrangula dentro del útero de su madre— era demasiado oscuro y hacia el término del rodaje, New Line Cinema solicitó que se realizara metraje adicional. La productora dudaba sobre el efecto que podría tener el final en el público y quería tener alternativas disponibles en el caso de que el final original no funcionara. A Kutcher no le entusiasmó la idea de filmar un final alternativo y tampoco al director de fotografía Matthew F. Leonetti, quien se había unido al proyecto atraído por ese final. En cambio, el final oficial proyectado en los cines, muestra a Evan cruzándose con Kayleigh por la acera, la ve y la reconoce, pero sigue caminando. «Hay resolución. Es agridulce, pero sigue siendo honorable», opinó Gruber.
New Line Cinema aún quería más alternativas a ese final. La primera, el «final feliz», muestra a Evan y Kayleigh deteniéndose en la acera cuando se cruzan por primera vez, se presentan y Evan la invita a tomar un café. «Ni siquiera sé por qué filmamos eso», dijo Bress. La segunda, el «final abierto» —o «versión acosador» según los directores— es similar al que Evan y Kayleigh se cruzan en la acera y siguen caminando, excepto que esta vez Evan, después de dudar, se da vuelta y la sigue. Este final fue utilizado en la novelización de la película, escrita por James Swallow y publicada por la editorial Black Flame.
Aunque los directores confiaban en que su final llegaría al estreno en la pantalla grande, New Line probó diferentes finales en proyecciones de prueba, en las que el final ambiguo tuvo buenos resultados. Así, la versión de los directores quedó relegada a la edición en DVD. «Fue desgarrador para Eric y para mí», recordó Gruber. En una entrevista en 2020, Eric Bress afirmó que el final que filmó fue un producto de la «época y edad» y que, de realizarlo de vuelta, «probablemente hubiera sido más ligero».

## Música
El efecto mariposa fue el primer trabajo de Michael Suby como compositor de una banda sonora en el cine. Suby era amigo de J. Mackye Gruber a quien había conocido en 1992. Sin embargo, en un principio los directores le comunicaron que, al tratarse de una película para New Line Cinema y no tener experiencia, no iba a ser posible contar con él como compositor. De todas formas, Suby les pidió una copia del guion e inspirado por el material escribió la composición principal y algunas pistas adicionales. Mientras el filme ya se encontraba en producción en Vancouver, Suby alquiló una orquesta completa y grabó el título principal. Posteriormente, grabó un DVD que contenía la secuencia de créditos de apertura acompañada de la pista principal. A través de contactos, hizo llegar el DVD a Erin Scully de New Line Cinema, quien probó su trabajo y lo contactó más tarde. Fue contratado en agosto de 2002. La grabación de la banda sonora estuvo a cargo de la Orquesta Filarmónica Checa.
El álbum de la banda sonora original se lanzó el 20 de enero de 2004 en formato CD a través de La-La Land Records. La música cinematográfica de la película también incluyó canciones de otros artistas que no formaron parte del álbum de la banda sonora, entre ellas «The Midnight Creep» de Jon Spencer Blues Explosion, «My Elastic Eye» de The Chemical Brothers, «Hear You Me» de Jimmy Eat World, «Dark Entries» de Bauhaus y «Stop Crying Your Heart Out» de Oasis.

## Recepción

### Taquilla
La película fue un éxito comercial. Recaudó 17 065 227 dólares y alcanzó el puesto número uno en la taquilla estadounidense en su primer fin de semana en cartel. Con un presupuesto de nueve millones de dólares, El efecto mariposa recaudó alrededor de 57 938 693 dólares en la taquilla de Estados Unidos y 96 060 858 dólares en total.

### Crítica
La recepción crítica de El efecto mariposa fue en general pobre al momento de su estreno. En el sitio web agregador de reseñas Rotten Tomatoes, la película alcanzó un índice de aprobación del 34 % según 172 reseñas. El consenso del sitio dice: «La premisa es intrigante, pero se pone al servicio de un thriller exagerado y de mal gusto». En Metacritic, otro agregador de reseñas, obtuvo una puntuación de 30 sobre 100 basada en 35 reseñas, lo que indica «críticas generalmente desfavorables». El recibimiento por parte del público de ambos sitios web fue opuesto al de los críticos; en Rotten Tomatoes, el filme consiguió un índice de aprobación del 81 %, mientras que los usuarios de Metacritic lo calificaron positivamente, con un puntaje promedio de 8,6/10. El público encuestado por CinemaScore le dio a la película una calificación promedio de «B+» en una escala de A+ a F.
El crítico Roger Ebert, del Chicago Sun-Times, escribió que disfrutó El efecto mariposa «hasta cierto punto» y que «la trama proporciona un escaparate para el talento actoral, ya que los actores tienen que interpretar personajes que pasan por cambios salvajes». Sin embargo, Ebert dijo que la noción científica del efecto mariposa se utiliza de manera inconsistente y que los cambios de Evan deberían tener consecuencias más amplias. Mike Clark, de USA Today, le dio a la película una crítica negativa y afirmó: «Normalmente, una premisa así resulta intrigante o tonta, pero las subtramas morbosas (también hay sexo en prisión) evitan que El efecto mariposa se convierta en el disparate involuntario que de otro modo podría ser». Además, Ty Burr, de The Boston Globe, llegó incluso a decir: «Cualquiera que sean los placeres del desastre emocional que puedas encontrar aquí, se ven arruinados por los actos viles que cometen los personajes».
Matt Soergel, de The Florida Times-Union, la calificó con 3 estrellas de 4 y escribió: «El efecto mariposa es absurda, febril, espeluznante y está protagonizada por Ashton Kutcher en un papel dramático. Es una maravilla... una película de serie B sólidamente entretenida. A veces incluso es bastante graciosa...». El Miami Herald dijo: «El efecto mariposa es mejor de lo que podrías esperar a pesar de su comienzo lento e incómodo, te atrae gradualmente y rinde frutos de manera sorprendentemente efectiva y agridulce», agregó que Kutcher es «conmovedor y creíble» y que «El efecto mariposa se apega bastante bien a sus reglas... en general, la película es consistente en sus fantasías». Daniel M. Kimmel, del Telegram & Gazette, la destacó como «una película inquietante» y «la primera película realmente interesante de 2004», añadiendo que Kutcher «lo logra». Kimmel consideró El efecto mariposa un trabajo «más inteligente» que el anterior trabajo como guionistas de Eric Bress y J. Mackye Gruber, Destino final 2, y añadió que «puede ser demasiado poco convencional para tener éxito con una público masivo, pero los cinéfilos que afirman que quieren ‘algo diferente’ de Hollywood deberían tomar nota».

#### Valoración posterior
Hacia la finales de la década de 2019 y principios de 2020, algunos medios describieron El efecto mariposa como una película de culto, así como una de las películas de viajes en el tiempo más inquietantes. En retrospectiva, Peter Bradshaw, de The Guardian, escribió que los críticos, incluido él mismo, fueron demasiado duros con la película en el momento de su estreno. Mencionó que la cinta «fue tratada con condescendencia» y citó el desdén de la crítica hacia Kutcher como algo que hacía que no fuese «cool» hablar favorablemente de la película. En 2023, el mismo periódico la incluyó en el puesto número dieciséis de su lista de «Las veinte mejores películas de viajes en el tiempo». La revista australiana Blunt Magazine coincidió con Bradshaw y conjeturó que las críticas negativas pudieron haberse debido a que la imagen de Kutcher estaba asociada a la serie de televisión That '70s Show. Según la reseña, la actuación del actor está «tan bien como se puede esperar» y es «más convincente» que su papel en Jobs (2013). Para el sitio The Ringer es «una de las películas de viajes en el tiempo más sombrías y crueles de todos los tiempos». El crítico del sitio subrató que «los detalles extremos y las escenas controvertidas han mantenido El efecto mariposa en la memoria colectiva como uno de los intentos cinematográficos más viscerales de abordar la teoría del caos».
El sitio MovieWeb la incluyó en el primer lugar de su lista de «películas filosóficas que te dejarán boquiabierto» y en el número diez en una recopilación de las mejores películas sobre viajes en el tiempo. La Rolling Stone también la incluyó en el número diez de su lista y afirmó que «el público moderno tomó conciencia del concepto» de efecto mariposa a partir de este filme. Escribiendo para la revista Forbes, Scott Mendelson la añadió a su lista de «Las 9 películas de viajes en el tiempo más subestimadas», reivindicó la actuación dramática de Kutcher y manifestó que faltan películas originales de «clasificación R, arriesgadas y sin complejos» como El efecto mariposa. El periodista la describió como «incesantemente sombría» y adimitió que el interés «morboso» de la trama «es ver cómo las buenas intenciones salen terriblemente mal una y otra vez con la precisión de un reloj». Del mismo modo, el sitio Collider la clasificó entre las «diez películas de misterio y ciencia ficción más subestimadas del siglo XXI» y aseguró que se trata del mejor trabajo como actor de Kutcher, y /Film la incluyó en su lista de doce películas subestimadas de viajes en el tiempo.

### Premios
| Premio                                                     | Categoría                                 | Receptor                                  | Resultado  | Ref.   |
| ---------------------------------------------------------- | ----------------------------------------- | ----------------------------------------- | ---------- | ------ |
| 31.ª edición de los Premios Saturn                         | Mejor película de ciencia ficción         | Mejor película de ciencia ficción         | Candidata  | [ 12 ] |
| Festival Internacional de Cine Fantástico de Bruselas 2004 | Premio Pegasus del Público                | Eric Bress J. Mackye Gruber               | Ganadores  | [ 11 ] |
| Teen Choice Awards 2004                                    | Choice Movie: Thriller                    | Choice Movie: Thriller                    | Candidata  | [ 13 ] |
| Premios Nébula 2004                                        | Mejor guion                               | Eric Bress J. Mackye Gruber               | Candidatos | [ 14 ] |
| Golden Schmoes Awards 2004                                 | Película más subestimada del año          | Película más subestimada del año          | Candidata  | [ 58 ] |
| Golden Schmoes Awards 2004                                 | Película más alucinante del año           | Película más alucinante del año           | Candidata  | [ 58 ] |
| Golden Schmoes Awards 2004                                 | Mejor película de ciencia ficción del año | Mejor película de ciencia ficción del año | Candidata  | [ 58 ] |
| Golden Schmoes Awards 2004                                 | Mayor sorpresa del año                    | Mayor sorpresa del año                    | Candidata  | [ 58 ] |

## Formato doméstico
La película se lanzó en DVD el 13 de septiembre de 2004. Esta edición se lanzó con la versión proyectada en los cines (de 113 minutos) por un lado y la versión del director (de 120 minutos) por el otro. El DVD también incluye dos documentales («La ciencia y la psicología de la teoría del caos» y «La historia y el encanto de los viajes en el tiempo»), una trivia, comentarios de los directores Eric Bress y J. Mackye Gruber, escenas eliminadas y alternativas, y un breve video llamado «The Creative Process», entre otras cosas. La versión del director se editó en Blu-ray en julio de 2012.

## Secuelas
El efecto mariposa 2 se lanzó en DVD el 10 de octubre de 2006. Fue dirigida por John R. Leonetti y en gran medida no tuvo relación con la película original. Presenta una breve referencia a la primera película en forma de un titular de periódico que hace referencia al padre de Evan, además de utilizar la misma mecánica de viaje en el tiempo. Recibió una acogida negativa por parte de Reel Film Reviews, que la calificó como «una secuela abominable y sin sentido».
La tercera entrega de la serie, The Butterfly Effect 3: Revelations, fue lanzada por After Dark Films en 2009. Esta secuela sigue la vida de un joven que viaja en el tiempo para resolver el misterio que rodea la muerte de su novia de la secundaria. Esta película no tiene relación directa con las dos primeras y utiliza diferentes mecánicas de viaje en el tiempo. Reel Film Reviews afirmó que la tercera entrega se trata de «una mejora muy leve con respecto al casi imposible de ver El efecto mariposa 2».
En 2013, se anunció que FilmEngine y Benderspink planeaban reiniciar El efecto mariposa con Eric Bress como encargado de escribir un nuevo guion.